# Matt Targett (labdarúgó)
Matt Targett (Winchester, 1995. szeptember 18. –) angol és skót utánpótlás-válogatott labdarúgó, a Newcastle játékosa.